# Conflict (band)
Conflict is een anarcho-punkband die oorspronkelijk uit Zuid-Londen komt.
Hun eerste album verscheen op het Crass Records-label, maar later brachten ze de meeste platen uit onder hun eigen label Mortarhate. Steve Ignorant, zanger van Crass, zingt sinds 1986, enkele jaren mee als tweede zanger.
De band heeft een zeer uitgesproken mening over dierenrechten, anarchisme en de klassenstrijd, waardoor sommige optredens uitmonden in gevechten met de politie. Dit is ook te horen op hun live registratie Turning rebellion into money, waarop ze ook veel nummers van Crass ten gehore brengen. Na dit concert, in april 1987, braken er rellen uit en werd Conflict in Engeland in de ban gedaan. Een aantal jaren mocht de band niet optreden. Toch lukte dat de groep wel. De band Chumbawamba hielp Conflict eind jaren tachtig en begin jaren negentig voort. Op het gebied van dierenrechten werd in Engeland verboden om de tekst van het nummer "This is the ALF" te reproduceren. De tekst kan worden gezien als gids, hoe te handelen als dierenrechtenactivist: only when you have animal liberation will we obtain human freedom. 
Op 31 mei 2025 is Colin Jerwood, de zanger, na een kort ziekbed overleden.     

## Heden carrière
- Live was Conflict nog te zien op 9 augustus (Nagasaki nightmare) 2014 @ Ieperfest, het grootste europese veganisten hardcore punk festival in België. Optreden eindigde met het nummer Whichever Way You Want It, met daarin de tekst "Human Freedom, Animal Rights, it's one struggle, one fight".
- zondag 25 september 2016 Conflict live @ Baroeg Rotterdam. Na bijna 10 jaar Conflict weer eens live te zien in Nederland.
- In 2017 waren ze ook te zien op Oilsjt Omploft in Aalst.